# Static and ecstatic
Static and ecstatic op. 214 (deutsch: statisch und ekstatisch) ist ein Orchesterwerk des österreichisch-amerikanischen Komponisten Ernst Krenek. Die Komposition wurde von Paul Sacher in Auftrag gegeben, dem es auch „in Freundschaft“ gewidmet ist.
Das Werk entstand nach Briefwechsel zwischen Paul Sacher und Ernst Krenek zwischen dem 29. Oktober 1971 und dem 18. Mai 1972 in Albuquerque, New Mexico, und Palm Springs. Es wurde am 23. März 1973 in Zürich von Krenek selbst uraufgeführt.

## Aufbau
Generell kann das Werk der seriellen Musik zugeordnet werden. Die Komposition basiert auf einer Allintervallreihe, eine Sonderform der Zwölftonreihe. Das Stück gliedert sich in 10 Sätze ohne Titel. Die Sätze 1, 4, 5, 7 und 8 sind dem Charakter nach statisch, die Sätze 2, 3, 6, 9 und 10 dagegen ekstatisch.
Die Komposition kann als „Rückschau“, als Retrospektive Kreneks auf seine „eigene, stufenweise entwickelte Technik“ betrachtet werden. Sie ist „nicht polystilistisch, sondern polytechnisch.“